# Józef Bajsarowicz
Józef Tadeusz Bajsarowicz (ur. 16 lutego 1918 w Przemiłówce, powiat żółkiewski, zm. 1988) – polski działacz partyjny państwowy, przewodniczący Prezydium Wojewódzkiej (1955, p.o.) i Miejskiej (1969–1972) Rady Narodowej w Koszalinie, I sekretarz Komitetu Powiatowego PZPR w Kołobrzegu.

## Życiorys
Syn Franciszka i Marii. Studiował na Politechnice Lwowskiej, po wojnie pracował w starostwie powiatu przeworskiego. Od 1948 należał do Polskiej Zjednoczonej Partii Robotniczej. Od 1951 do 1952 był członkiem egzekutywy Komitetu Powiatowego PZPR w Ząbkowicach Śląskich i szefem tamtejszej Powiatowej Rady Narodowej. W latach 1952–1954 kształcił się w Szkole Partyjnej przy KC PZPR. Zasiadał w Wojewódzkiej Radzie Narodowej w Koszalinie, był w niej zastępcą przewodniczącego Prezydium (1954–1957/8), a od czerwca do września 1955 tymczasowo kierował Prezydium. Pełnił następnie funkcję przewodniczącego Prezydium Powiatowej Rady Narodowej w Kołobrzegu (1958–1969) i Miejskiej Rady Narodowej w Koszalinie (5 lutego 1969 – 22 grudnia 1972). W latach 1973–1975 pierwszy sekretarz Komitetu Powiatowego PZPR w Kołobrzegu. Był członkiem egzekutywy i sekretariatu Komitetu Wojewódzkiego PZPR w Koszalinie, kierował tamtejszą Wojewódzką Komisją Kontroli Partyjnej (1975–1981). W latach 1980–1981 członek Centralnej Komisji Kontroli Partyjnej KC PZPR.
W 1978 roku otrzymał tytuł honorowego obywatela Kołobrzegu w uznaniu zasług dla odbudowy miasta i stworzenia w nim zabudowy mieszkaniowej i uzdrowiskowej.